# Ронкоњо (Тренто)
Ронкоњо је насеље у Италији у округу Тренто, региону Трентино-Јужни Тирол.
Према процени из 2011. у насељу је живело 293 становника. Насеље се налази на надморској висини од 473 м.